# Історичний факультет Варшавського університету
Історичний факультет (пол. Wydział Historyczny) — колишній структурний підрозділ Варшавського університету, один із двадцяти факультетів університету. На ньому навчалося близько чотирьох тисяч студентів, з яких 1650 — на денній формі, 1880 — на вечірній або частковій, 480 — в аспірантурі. На історичному факультеті працювало 270 викладачів. Останньою посаду декана факультету обіймала Малгожата Карпіньска (Małgorzata Karpińska). 1 вересня 2020 факультет розформували і утворилися факультет історії (з Історичного інституту), факультет археології, факультет наук про культуру і мистецтво.

## Історія
Вивчення історії у Варшавському університеті бере свій початок ще з перших років його існування: від самого заснування навчального закладу у 1816 році історична школа формувалася навколо філософського факультету. У 1862 році разом із відкриттям на базі університету Головної школи вперше був заснований окремий історичний факультет. Тоді на ньому викладалася історія античного Близького Сходу, Риму та Греції, ісламу, середньовіччя і поділів Польщі. Сьогодні факультет розташований в шести будівлях головного кампусу університету у центрі Варшави. Він мав у своєму розпорядженні низку комп'ютерних класів, декілька бібліотек. Бібліотечна колекція історичного факультету Варшавського університету є найбагатшим зібранням історичної літератури в Польщі і одним з найбагатших у Європі.

## Міжнародна співпраця
Історичний факультет Варшавського університету співпрацював із значним числом університетів по всьому світу. З українських вищих навчальних закладів до цього списку входили Київський національний університет імені Тараса Шевченка, Києво-Могилянська академія, Львівський національний університет імені Івана Франка, Чернівецький національний університет імені Юрія Федьковича та Прикарпатський національний університет імені Василя Стефаника.

## Структура
Історичний факультет Варшавського університету поділявся на сім підрозділів:
- Інститут історії — заснований у 1927 році. Поділяється на сім департаментів: античної історії, середньовічної історії, ранньої нової історії, історії XIX століття, історії XX століття, допоміжних історичних наук і відділення, викладання історії. Окремо існує Центр Мордехая Анєлевіча із вивчення та викладання історії і культури польських євреїв[5]. Від 2020 Факультет Історії.
- Інститут археології — заснований у 1975 році на базі створеного у 1919 році відділення преісторичної археології. У його складі є такі відділення: історичної антропології, археології Близького Сходу, археології Єгипту та Нубії, археології античної Європи, егейської археології, класичної археології, палеолітичної і мезолітичної археології, пізньосередньовічної і післясередньовічної археології, преісторичної археології, археології римських провінцій, біоархеології, ранньосередньовічної археології, історії матеріальної культури класичної античності, контактів між середземномор'ям і варварським світом, папірології, традицій класичної античності у живописі, підводної археології[6]. Від 2020 Факультет Археології.
- Інститут історії мистецтва — заснований у 1917 році. Налічує три департаменти: історії давніх мистецтва та культури, історії мистецтва та культури Нового часу, теорії мистецтва[7]. Від 2020 Факультет наук про культуру та мистецтво.
- Інститут етнології та культурної антропології — заснований у 1935 році. Поділяється на чотири секції: культурної антропології, етнічних і транскультурних студій, польської і європейської антропології, неєвропейської етнології і глобальних студій[8].
- Інститут наукової інформації та бібліографічних студій — заснований у 1951 році. Складається з відділень бібліотекознавства, інформаційних систем, книгознавства, а також відділення історії, теорії та методики бібліографії[9].
- Інститут музикознавства — заснований у 1948 році. Має у своєму складі п'ять відділень: теорії та естетики музики, загальної історії музики, історії польської музики, етномузикознавства, систематичного музикознавства[10].
- Центр доколумбійських студій — заснований на базі Андської археологічної місії, створеної у 1988 році.